# 1713

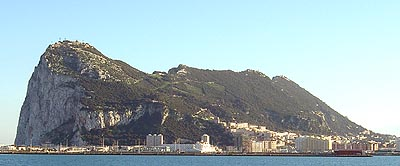
Gibraltar

Het jaar 1713 is het 13e jaar in de 18e eeuw volgens de christelijke jaartelling.

## Gebeurtenissen
februari
- 1 - Na vier jaar gastvrijheid zetten de Osmaanse Turken koning Karel XII van Zweden op een boot naar zijn land.

april
- 11 - De Vrede van Utrecht maakt een einde aan de Spaanse Successieoorlog en wijst onder meer de Zuidelijke Nederlanden, die tot nu toe Spaans waren, toe aan Oostenrijk en de rots Gibraltar aan Engeland.
  - Engeland krijgt bij de Vrede van Utrecht de Franse gebieden aan de oostkust van Noord-Amerika: Nova Scotia, Newfoundland en het gebied rond de Hudsonbaai. De Franse provincie Canada raakt ingesloten.
  - Bij de Vrede van Utrecht wordt Opper-Gelre gesplitst: het komt met de hoofdstad Geldern in handen van koninkrijk Pruisen, met uitzondering van Venlo, dat aan de Republiek toekomt, en Roermond met enkele omliggende gemeenten, die Oostenrijks worden.
  - De Britse koningin Anne forceert met de benoeming van twaalf peers een conservatieve meerderheid in het Hogerhuis om steun te krijgen voor de Vrede van Utrecht.
- 14 - Lodewijk Crato van Nassau-Saarbrücken wordt opgevolgd door zijn broer Karel Lodewijk.

juli
- 25 - Begin van het Beleg van Barcelona door de Spaanse koning Filips V.

december
- 21 - Victor Amadeus II van savoye-Piemonte wordt koning van Sicilië als gevolg van de Spaanse Successieoorlog.

zonder datum
- Champassak splitst zich af van het koninkrijk Vientiane.
- De Spaanse koning stopt de belegering van Palenque de San Basilio.

## Muziek
- Domenico Scarlatti componeert de opera's Ifigenia in Aulide en Ifigenia in Tauri

## Bouwkunst

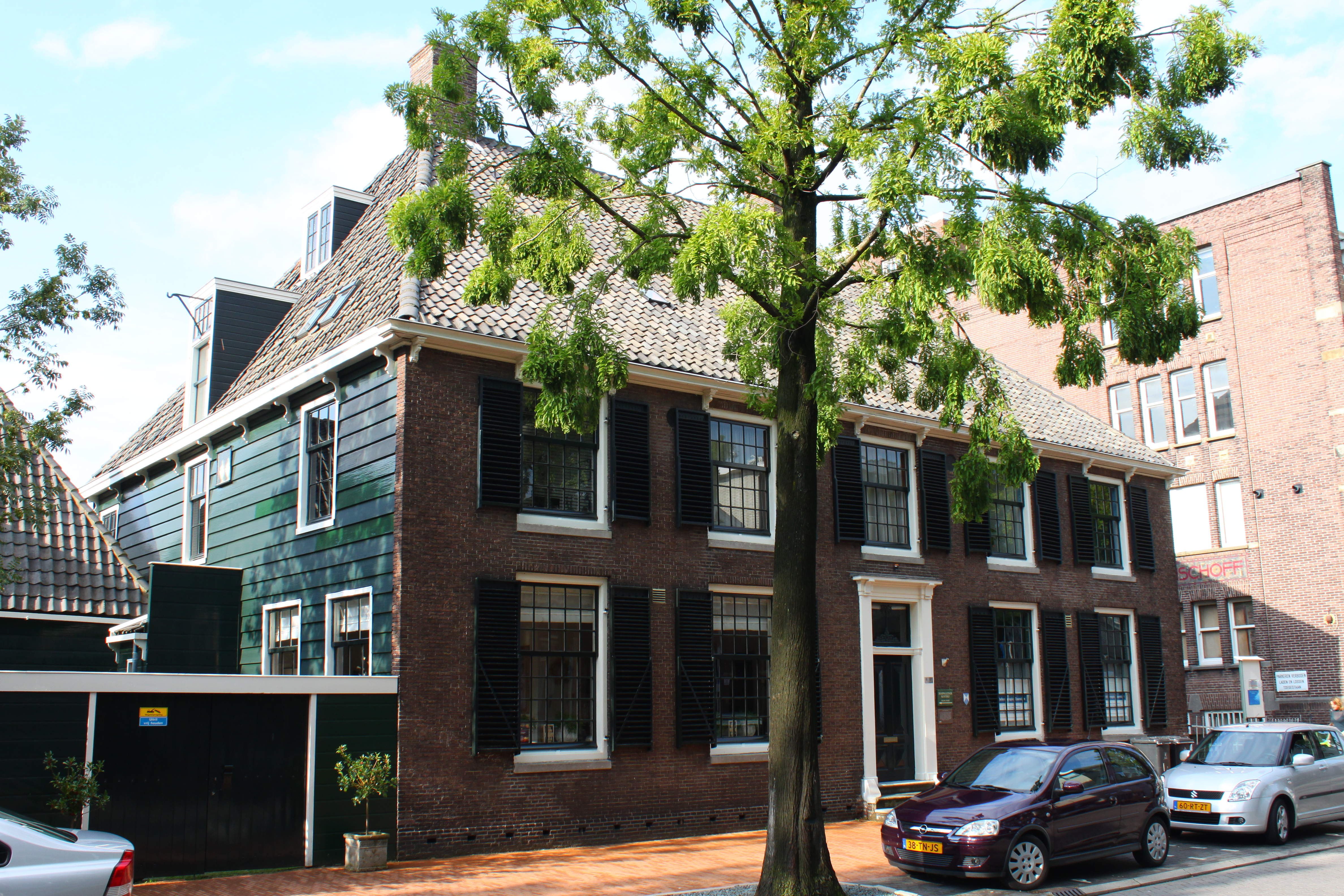
Voorm. weeshuis, Zaandam (1713)

## Geboren
april
- 2 - Onno Zwier van Haren, Nederlands schrijver (overleden 1779)

oktober
- 3 - Antoine Dauvergne, Frans componist (overleden 1797)
- 5 - Denis Diderot, Frans schrijver en filosoof (overleden 1784)
- 12 gedoopt - Johann Ludwig Krebs, Duits organist en componist (overleden 1780)

## Overleden
januari
- 8 - Arcangelo Corelli (59), Italiaans violist, componist en muziekleraar

februari
- 14 - Lodewijk Crato van Nassau-Saarbrücken (49), graaf van Nassau-Saarbrücken
- 23 - Georg Muffat (60), Duits orgelcomponist
- 25 - Frederik I (55), koning van Pruisen

april
- Nicolas Goupillet (~63), Frans componist en sous-maître van de Chapelle royale

juli
- 7 - Henry Compton (81), Engels theoloog